# Benjamin Clementine
Benjamin Clementine (* 7. prosince 1988 Londýn) je anglický zpěvák a klavírista.
Narodil se v Crystal Palace v jižním Londýně jako nejmladší z pěti dětí. Ve věku devatenácti let se přestěhoval do Paříže, kde se věnoval buskingu a hraní v barech. V červnu 2013 vydal své první EP s názvem Cornerstone. Později toho roku vystupoval v pořadu Later... with Jools Holland po boku například Paula McCartneyho. V březnu 2015 vydal svou první dlouhohrající desku At Least for Now, za níž získal cenu Mercury Prize.

## Diskografie

### Alba
- At Least for Now (2015)
- I Tell a Fly (2017)

### EP
- Cornerstone (2013)
- Glorious You (2014)

### Singly
- "Cornerstone" (2013)
- "London" (2013)
- "I Won't Complain" (2013)
- "Condolence" (2015)
- "Nemesis" (2015)
- "Phantom of Aleppoville" (2017)
- "God Save the Jungle" (2017)
- "Jupiter" (2017)
- "Eternity" (2018)